# Toni Vall i Karsunke
Toni Vall y Karsunke, (Barcelona, 1979) es un periodista, crítico cinematográfico y profesor de periodismo de la Universitat Autònoma de Barcelona, especializado en periodismo cultural y cinematográfico.
Ha ejercido como crítico de cine a las revistas Cinemanía y Sàpiens, al diario Ahora, en el programa de radio El món a Rac1 y al programa de televisión Ártic de Betevé. También escribe crónica cultural, social y política y a Nació digital, entrevistas, crónica barcelonesa y análisis televisivo. También escribe a La Lança de El Nacional y a Sentit CríticEjerció durante diez años la crítica cinematográfica y televisiva al diario Avui. Ha colaborado en medios de comunicación como 8TV, Como Radio, Fotogramas, Sierra de Oro y Televisión de la Hospitalet. Es autor del libro de entrevistas a periodistas Las voces de la influencia y del libro Mi vida en un clic, sobre el fotógrafo Horacio Seguí.
En 2012 publicó el libro Las voces de la influencia, donde entrevista a quince periodistas catalanes relevantes.